# Masanori Matsuyama
| 4459 Nusamaibashi   | 30 gennaio 1990  |
| 4584 Akan           | 16 marzo 1990    |
| 5064 Tanchozuru     | 16 marzo 1990    |
| 5215 Tsurui         | 9 gennaio 1991   |
| 5291 Yuuko          | 20 dicembre 1990 |
| 5293 Bentengahama   | 23 gennaio 1991  |
| 5686 Chiyonoura     | 20 dicembre 1990 |
| 5848 Harutoriko     | 30 gennaio 1990  |
| 6098 Mutojunkyu     | 31 ottobre 1991  |
| 6210 Hyunseop       | 14 gennaio 1991  |
| 8493 Yachibozu      | 30 gennaio 1990  |
| 8824 Genta          | 18 gennaio 1988  |
| 11873 Kokuseibi     | 30 novembre 1989 |
| 15718 Imokawa       | 30 gennaio 1990  |
| 19983 Inagekiyokazu | 18 febbraio 1990 |
| 21036 Nakamurayoshi | 30 gennaio 1990  |
| 23448 Yasudatakeshi | 18 gennaio 1988  |
| 29144 Taitokufuji   | 16 marzo 1988    |

Masanori Matsuyama (松山正則?, Matsuyama Masanori; 1950) è un astronomo giapponese.
Il Minor Planet Center gli accredita la scoperta di diciannove asteroidi, effettuate tra il 1988 e il 1991, tutte in cooperazione con Kazuro Watanabe.
Gli è stato dedicato l'asteroide 4844 Matsuyama.